# Cynorta lithoclasica
Cynorta lithoclasica is een hooiwagen uit de familie Cosmetidae.